# Chiesa di San Giuseppe Operaio (Macao)
La chiesa di San Giuseppe Operaio di Macao fu edificata tra 1998 e 1999 e si trova nella freguesia Nossa Senhora de Fátima, nel quartiere Iao Hon, a nord della penisola.

## Struttura
All'interno delle pareti laterali sono appese 14 icone orientali, che raffigurano i principali eventi della storia della cristianità, a cominciare da Abramo per arrivare alla Pentecoste. La navata è simmetrica.
Sull'altare vi è una statua della Sacra Famiglia, che serve a ricordare ai fedeli che San Giuseppe e la sua famiglia sono inseparabili. San Giuseppe è patrono delle missioni cattoliche cinesi, delle famiglie e dei genitori adottivi.
Questa chiesa è la chiesa madre della quasi parrocchia di São José, istituita nel 2000, e già affidata ai padri comboniani dal 1999 da mons. Domingos Lam Ka-tseung.